# Người giám sát hiệu ứng hình ảnh
Trong ngữ cảnh của ngành sản xuất phim và truyền hình, người giám sát hiệu ứng hình ảnh có trách nhiệm hoàn thành các hạng mục sáng tạo của đạo diễn và/hoặc nhà sản xuất thông qua việc sử dụng hiệu ứng hình ảnh. Mặc dù đây là một công việc đòi hỏi sáng tạo, tuy nhiên phần lớn người giám sát hiệu ứng hình ảnh cần phải có phông kiến thức kỹ thuật rộng và có khả năng đưa ra quyết định chọn lựa kỹ thuật nào hiệu quả nhất để giải quyết công việc. Thông thường người giám sát sẽ làm việc với nhà sản xuất hiệu ứng hình ảnh và người giám sát đồ họa máy tính.
Người giám sát hiệu ứng hình ảnh có thể được công ty sản xuất phim thuê trực tiếp hoặc làm việc cho một công ty hiệu ứng hình ảnh. Thông thường sẽ có một vài giám sát hiệu ứng hình ảnh làm việc trong cùng một dự án; đôi khi có thêm một người giám sát hiệu ứng hình ảnh chính để chỉ đạo những thành viên còn lại.
Các nhiệm vụ cụ thể có thể sẽ có sự khác biệt tuỳ thuộc vào tính chất của dự án, tuy nhiên phần lớn có trách nhiệm:
- Đảm nhận một dự án sản xuất hiệu ứng hình ảnh từ việc lên ý tưởng khái niệm cho tới khi hoàn tất
- Quản lý và chỉ đạo nhân sự phụ trách kỹ thuật, mỹ thuật và sản xuất
- Có kiến thức về các kỹ thuật sản xuất hiệu ứng hình ảnh, trong đó trọng tâm là kỹ thuật thiết lập máy quay và phim, kỹ thuật ghép lớp hình ảnh và điều khiển máy quay.
- Dự đoán chính xác thời gian hoàn thành dự án và các chi phí phát sinh
- Cộng tác trong quá trình mời thầu và thoả thuận đối tác

Cộng đồng Hiệu ứng Hình ảnh là một tổ chức giao thương nổi tiếng đại diện cho lợi ích của các chuyên gia hiệu ứng hình ảnh chuyên nghiệp.